# Plain Jane Automobile
Plain Jane Automobile (с англ. — «Автомобиль скромницы Джейн») — американская инди-рок-группа, образованная в 2001 году в Орландо, Флорида. С 2012 года называется Our Wild Love (с англ. — «Наша дикая любовь»).
На творчество группы, по их собственному признанию, оказали влияние Radiohead. Также их песни часто сравнивают с Muse и U2.
На сегодняшний день в общей сложности они выпустили два студийных альбома, два мини-альбома и четыре сингла.

## История группы

### Начало (2001—2005)
История Plain Jane Automobile началась в 2001 году с сотрудничества Джеймса «Дюк» Крайдера и Луиса Мехиа. Способность пары писать песни и исполнять их в живую привела к встрече с Полом МакКоркеллом и Джеймсом Диккенсом в апреле 2005 года. После этого ключевой состав группы обновился и до 2012 года не менялся.

### Plain Jane Automobile(2005—2006)
В сентябре 2005 года инди-квартет получил награду «Best Unsigned Band in the Southeast» в векторине «Disc Makers Independent Showcase» за песню «Close My Eyes». Их признали одной из лучших групп по версии журнала Billboard. На волне успеха они записали свой дебютный мини-альбом Plain Jane Automobile. Песня «Close My Eyes» была добавлена в плей-лист орландской радиостанции O-ROCK 105.9 (WOCL), а песня «The Village» появилась, как бесплатное дополнение на одной из моделей телефонов Nokia.

### The Collector(2008)
В 2008 году Plain Jane Automobile записали свой первый полноформатный альбом The Collector. В него вошли 3 песни из предыдущего мини-альбома в новом исполнении, а также ещё 6 новых. Песни сразу же стали хитами на Интернет-ресурсах, а сам альбом был скачан тысячи раз. Кроме того эти композиции часто крутили на флоридских радиоволнах. Компания Nokia вновь приобрела лицензию на песни группы, на этот раз на «Stones» и «Close My Eyes» и поместила их на более чем миллион своих сотовых телефонов во всём мире в качестве стандартного рингтона.
В том же 2008 году группа совершила тур по Соединённым штатам вместе с другой инди-рок-группой Ours, после чего приобрела много новых поклонников.

### Your Tomorrow(2009—2011)
В 2009 году группа совершила ещё один тур, а после приступила к работе над вторым альбомом. На сайте Kickstarter была создана страничка для сбора средств на запись. В общей сложности поклонники пожертвовали около 13 000 долларов.
Выпуск альбома долго откладывался. Сначала релиз планировался в феврале 2011 года, затем был сдвинут на март. Уже в марте 2011 года на сайте группы и страничке в Facebook появилось два проморолика для нового альбома. Первый 50 секундный ролик на песню «Your Tomorrow», второй минутный ролик на песню «Please Leave Quietly». Немного позже появился и третий 50 секундный ролик на песню «We Live in the Dark (Part 2)». Вскоре на сайте появилась точная дата релиза альбома и его название.
Выпуск второго альбома, который был назван Your Tomorrow, состоялся 9 мая 2011 года. В него вошли 8 новых песен, а помимо них давно знакомые поклонникам песни «Stones», «Starving Streets» и «Close My Eyes» в совершенно новом исполнении. Первые концерты в поддержку альбома состоялись 7 мая в Орландо, 11 мая в Атланте, 12 мая в Нэшвилле и 14 мая в Нью-Йорке. Далее группа отправилась в новый тур по Соединённым штатам.

### Свободное распространение альбомов (2012)
15 февраля 2012 года лидер группы Джеймс Крайдер выложил на официальном сайте обращение, в котором сообщалось, что теперь все альбомы группы будут доступны в формате MP3 для бесплатного скачивания. Он пояснил это тем, что для более эффективного распространения их музыки в мире, она должна быть доступна каждому. Группа намеревается по-прежнему продавать оригинальные диски, но цифровые версии станут бесплатными. Следует отметить, что бесплатно песни можно скачать только в битрейте 192 kbps. Более качественные копии по-прежнему остаются платными.
Помимо основных трёх альбомов, группа представила и выложила (в том числе в оригинальном качестве) три новых сингла: акустические версии песен «Stones» и «We Live in the Dark (Part 1)», а также кавер на песню Люкке Ли «I Follow Rivers».

### Uneven Beats(2012—2013)
После выпуска синглов, группу покинул барабанщик Джеймс Диккенс. Стал вопрос о дальнейшем существовании группы. Оставшиеся участники приняли решение переименовать группу в «Our Wild Love» и изменить своё звучание. Первый после переименования сингл «Low» был выпущен 12 ноября 2012 года и выложен для бесплатного скачивания. Далее в марте 2013 года группа завела страничку на сайте Kickstarter для сбора средств на запись нового мини-альбома. Необходимая сумма в 6800 долларов была собрана с перебором на 4%. Мини-альбом Uneven Beats был выложен 8 июня 2013 года. Он полностью бесплатный, но есть возможность сделать группе пожертвование.

## Состав группы

### Нынешние участники
- Джеймс «Дюк» Крайдер — вокал, гитара
- Луис Мехиа — гитара, клавишные, бэк-вокал
- Пол МакКоркелл — бас, бэк-вокал

### Бывшие участники
- Джеймс Диккенс — ударные

## Дискография Plain Jane Automobile

### Альбомы
- The Collector (2008, Rymo Records)
- Your Tomorrow (2011, Независимый лейбл)

### Мини-альбомы
- Plain Jane Automobile (EP, 2006, Eighth Dimension Records)

### Синглы
- «I Follow Rivers» (2012)
- «Stones» (2012)
- «We Live in the Dark 1» (2012)

## Дискография Our Wild Love

### Мини-альбомы
- Uneven Beats (EP, 2013, Независимый лейбл)

### Синглы
- «Low» (2012)

## Саундтреки
- В видеоигре SBK-07: Superbike World Championship[англ.] звучат песни «Blue Jeans» и «Close My Eyes»[10].
- В сериале Teen Mom[англ.] звучит песня «Stones» (3 сезон, 13 серия)[11].